# Айтактамак
Айтактама́к (рос. Айтактамак, башк. Әйтәктамаҡ) — присілок у складі Туймазинського району Башкортостану, Росія. Входить до складу Ніколаєвської сільської ради.
Населення — 76 осіб (2010; 66 у 2002).
Національний склад:
- башкири — 88 %